# Республиканская система мониторинга общественной безопасности
Республиканская система мониторинга общественной безопасности — это техническая система, в основные задачи которой входит наблюдение за состоянием общественной безопасности в целях обеспечения общественного порядка, профилактики, выявления (раскрытия) и пресечения преступлений, других правонарушений, розыска лиц, их совершивших, и лиц, без вести пропавших (безвестно исчезнувших), предупреждения и ликвидации чрезвычайных ситуаций, а также оперативное информирование о зафиксированных событиях.

## История развития
2012 - 2017 года - экспериментальный этап, внедрение и апробирование.  
В 2013 году были определены объекты инфраструктуры в Минске , которые подлежали обязательному оборудованию средствами системы видеонаблюдения до 1 января 2014 года. В список попали автовокзалы, вокзал Минск-Пассажирский, минский метрополитен, аэропорт «Минск», здания Мингорисполкома и районных администраций, выставочный центр «БелЭкспо» и другие объекты спортивного назначения.
С 2017 года начался этап совершенствования и развития.
В 2018 году ООО «24×7 Паноптес» (дочерняя компания Synesis) выиграла конкурс по выбору технического оператора РСМОБ.
На конец 2019 года к системе было подключено менее 100 камер. 
На конец 2020 года в Минске было установлено примерно 600 камер, подключенных к платформе Kipod.
2 сентября 2022 года Белтелеком стал единым оператором РСМОБ согласно указу № 69 от 25 февраля 2022 года.
30 сентября 2022 года первый заместитель председателя комитета по образованию Мингорисполкома Людмила Борисенко заявила, что Минские детские сады будут подключены к РСМОБ.
29 апреля 2023 года начальник ГУВД Мингорисполкома Михаил Гриб рассказал, что число камер видеонаблюдения в Минске около 6 000 и их количество хотят увеличить до 30 000. Также в каждом районе Минска создадут подразделение по работе с дронами.

## Как работает РСМОБ
Система объединяет камеры наблюдения, датчики дыма, пламени, взрывчатых, наркотических и радиоактивных веществ, тепловизоры и другие специальные детекторы, каналы связи, центр обработки данных. В состав системы входит также ПО видеоаналитики. 
Система распознает автомобильные номер 14 стран: Белоруссии, России, Польши, Литвы, Латвии, Молдовы, Казахстана, Болгарии, Румынии, Германии, Словении и Словакии.
Перечень объектов, подлежащих оборудованию системами видеонаблюдения формирует МВД. Свои предложения по корректировке списка могут предоставлять в милицию и другие силовые структуры: служба безопасности, ОАЦ, генпрокуратура, Департамент финансовых расследований КГК, СК, МЧС, КГБ, погранкомитет и таможенный комитет.
РСМОБ работает на базе облачной платформы Kipod — флагманского продукта Synesis.

### Технические характеристики
- уровень точности распознавания лиц - 94,21%[4]
- Около пяти минут занимает поиск информации о передвижениях человека за большой период, например, за 10 месяцев[4]
- Распознает до 25 лиц в кадре[10]